# كاثرين داي (رسامة)
كاثرين داي هي رسامة كندية، ولدت في 7 يناير 1889، وتوفيت في 12 مارس 1976.